# كويتشي هاشيراتاني
كويتشي هاشيراتاني (باليابانية: 柱谷 幸一) (1 مارس 1961 في كيوتو في اليابان – )؛ هو لاعب كرة قدم ياباني سابق كان يلعب كمهاجم. سبق له أن لعب مع منتخب اليابان.

## وصلات خارجية
- كويتشي هاشيراتاني على موقع الاتحاد الدولي (مؤرشف)  (الإنجليزية)
- كويتشي هاشيراتاني على موقع رابطة كرة القدم اليابانية للمحترفين (اليابانية)
- كويتشي هاشيراتاني على موقع قاعدة بيانات كرة القدم.إي يو (الإنجليزية)
- كويتشي هاشيراتاني على موقع ناشيونال فوتبول تيمز (الإنجليزية)
- كويتشي هاشيراتاني على موقع Soccerway.com (الإنجليزية)
- كويتشي هاشيراتاني على موقع عالم كرة القدم.نت (الإنجليزية)
- National Football Teams
- Japan National Football Team Database